# Emiliano Moretti
Emiliano Moretti (ur. 11 czerwca 1981 w Rzymie) – piłkarz włoski grający na pozycji obrońcy w klubie Torino FC.
Moretti zaczynał karierę w Lodigiani Roma skąd w 2000 roku przeszedł do Fiorentiny. Już w pierwszym sezonie gry dla Fiorentiny zdobył Puchar Włoch.
W sezonie 2001/2002 zagrał w 27 meczach. Po zbankrutowaniu Fiorentiny w 2002 roku Emiliano przeszedł do Juventusu, gdzie jednak nie grał zbyt długo, ponieważ już w przerwie zimowej sezonu 2002/2003 został wypożyczony do Modeny. Po sezonie przeszedł do AC Parma, gdzie nie zagrał jednak żadnego meczu, ponieważ od razu został wypożyczony do Bologny. W nowym klubie rozegrał 32 mecze i po zakończeniu sezonu 2003/2004 został kupiony do Valencii. W lecie 2009 przeszedł do włoskiego klubu Genoa CFC.
Emiliano występował też w letnich igrzyskach olimpijskich w Atenach w 2004, gdzie zdobył brązowy medal, pokonując w meczu o trzecie miejsce Irak.